# Christopher Handke
Christopher Handke (* 14. Februar 1989 in Bad Frankenhausen) ist ein ehemaliger deutscher Fußballspieler. Aktuell betreut er die A-Junioren des 1. FC Magdeburg als Co-Trainer.

## Karriere

### Als Spieler
Handke durchlief die Nachwuchsmannschaften des Rot-Weiß Erfurt und erreichte in der Saison 2007/08 mit der A-Jugend den 9. Platz in der A-Junioren-Bundesliga. In der folgenden Saison war er Stammspieler in der zweiten Mannschaft. Sein Debüt bei den Profis gab er am 25. Spieltag der Saison 2008/09 gegen den SC Paderborn 07. In der Spielzeit 2010/11 gehörte der Innenverteidiger zum Kader der ersten Mannschaft. Dennoch entschloss er sich im Sommer 2011 zu einem Wechsel und ging in die Regionalliga zum VfB Germania Halberstadt.
Zur Saison 2013/14 wechselte Handke ablösefrei zum 1. FC Magdeburg.
Am 31. Mai 2015 schaffte er als Teil der Mannschaft im Rückspiel der Relegation gegen Kickers Offenbach den Aufstieg in die 3. Liga. In der Drittligamannschaft blieb Handke Stammspieler mit insgesamt 95 Punktspielen in den drei Drittligasaisons von 2015–2018. In der Saison 2017/18 erreichte Handke mit dem 1. FC Magdeburg den Aufstieg in die 2. Bundesliga. In der Zweitligasaison 2018/19 absolvierte er lediglich sieben Partien in der Hinrunde.
Im Sommer 2019 wechselte der Verteidiger nach seinem Vertragsende in Magdeburg zum FSV Zwickau, wo er bis zum Saisonende 2019/20 spielte und schließlich seine Profikarriere beendete.
Für eine Saison beantragte der Verteidiger eine Spielberechtigung als Amateur für den Landesligisten SV Ummendorf.

### Als Trainer
Zur Saison 2020/21 wurde Handke Co-Trainer der U19-Bundesliga-Mannschaft seines ehemaligen Arbeitgebers 1. FC Magdeburg.